# Amon G. Carter Stadium
Das Amon G. Carter Stadium ist ein College-Football-Stadion in der US-amerikanischen Stadt Fort Worth im Bundesstaat Texas. Es liegt auf dem Campus der Texas Christian University (TCU) und ist die Spielstätte des College-Football-Teams der TCU Horned Frogs. Die Anlage ist Austragungsort des jährlich stattfindenden Armed Forces Bowl, welcher seit 2003 ausgetragen wird. Es ist benannt nach dem Geschäftsmann und Herausgeber der Zeitung Fort Worth Star-Telegram, Amon G. Carter (* 1879; † 1955), der großzügig für den Bau des Stadions spendete.

## Geschichte
Das Stadion wurde von 1929 bis 1930 mit einer Kapazität von 22.000 Zuschauern errichtet und am 11. Oktober des Jahres eingeweiht. Es ersetzte das Clark Field. Das erste Football-Spiel fand am Tag der Eröffnung gegen die Arkansas Razorbacks (40:0), die Mannschaft der University of Arkansas, statt. In den 1940er und 1950er Jahren fanden mehrere Erweiterungen statt, welche die Kapazität bis 1953 auf 37.000 erhöhte. Eine doppelstöckige Pressetribüne wurde 1956 hinzugefügt. Im selben Jahr wurde ein zweiter Rang errichtet, der die Kapazität auf 46.083 Plätze brachte. In den Jahren 1985 (Unterrang) und 1991 (Oberrang) wurden die Sitze erneuert, dadurch verringerte sich die Kapazität auf 44.008. Bis 1972 wurde im Stadion auf natürlichem Grün gespielt. 1992 wurde der Kunstrasen wieder durch Naturrasen ersetzt.
2002 hat man durch Unterstützung der David E. Bloxom Sr. Foundation eine neue Video-Anzeigetafel an der Endzone im Norden errichtet. Nach einer Spende im Jahr 2003 von Vater W. A. "Monty" Moncrief Sr. und Sohn W. A. "Tex" Moncrief Jr. für die Footballabteilung über drei Mio. US-Dollar, erhielt das Spielfeld der Sportstätte den Namen W.A. "Monty & Tex" Moncrief Field. Im August 2008 wurde das Stadion um den Dutch Meyer Athletic Complex und das Abe Martin Academic Enhancement Center ergänzt. Des Weiteren kamen unter anderem 250 Club-Sitze und sechs Luxus-Logen für insgesamt 13 Mio. US-Dollar hinzu. Die Kosten wurden durch neun Spender voll abgedeckt. 
Am 14. November 2009 besuchten 50.307 Zuschauer das Spiel der Horned Frogs gegen die Utah Utes. Dies ist bis heute die Rekordkulisse im Amon G. Carter Stadium. Die TCU gewann die Partie mit 55:28. Von 2010 bis 2012 wurde das Stadion einer umfangreichen Renovierung für 164 Mio. US-Dollar unterzogen. Dabei wurden die West- und die Ostseite sowie die nördliche Endzone modernisiert.

## Galerie

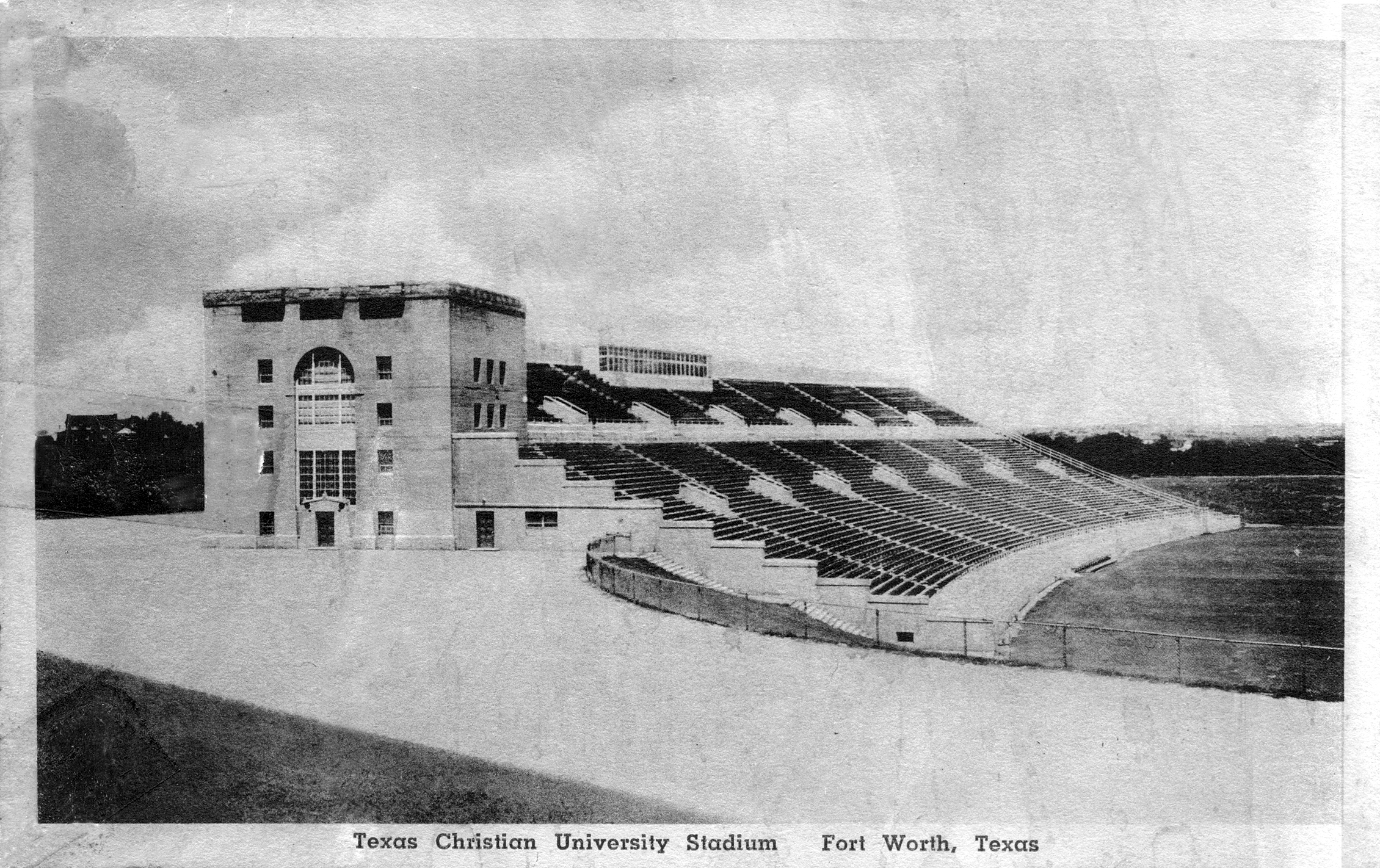
Texas Christian University Stadium (Unbekanntes Datum)
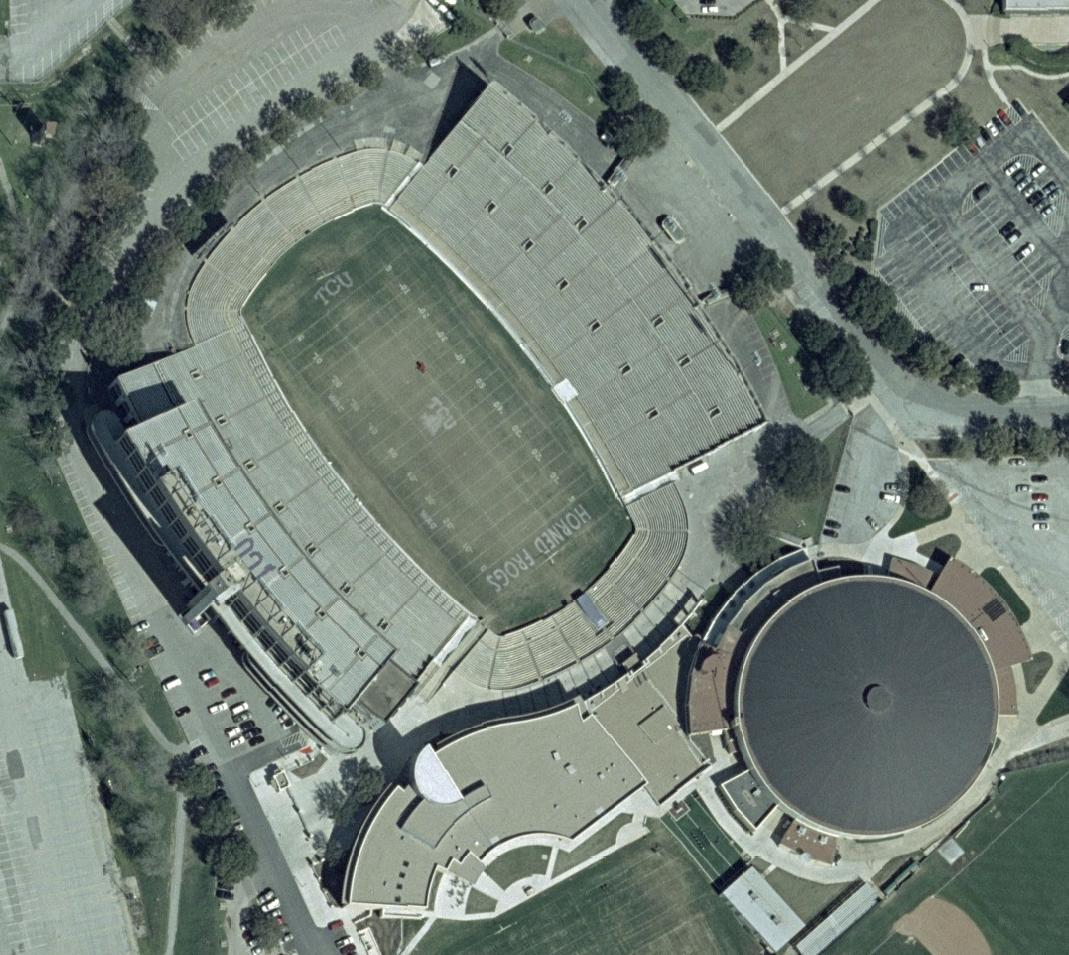
Satellitenbild vom Amon G. Carter Stadium (2001). Rechts unten im Bild ist die Schollmaier Arena zu sehen. Sie ist die Spielstätte der Basketballmannschaften der Universität.
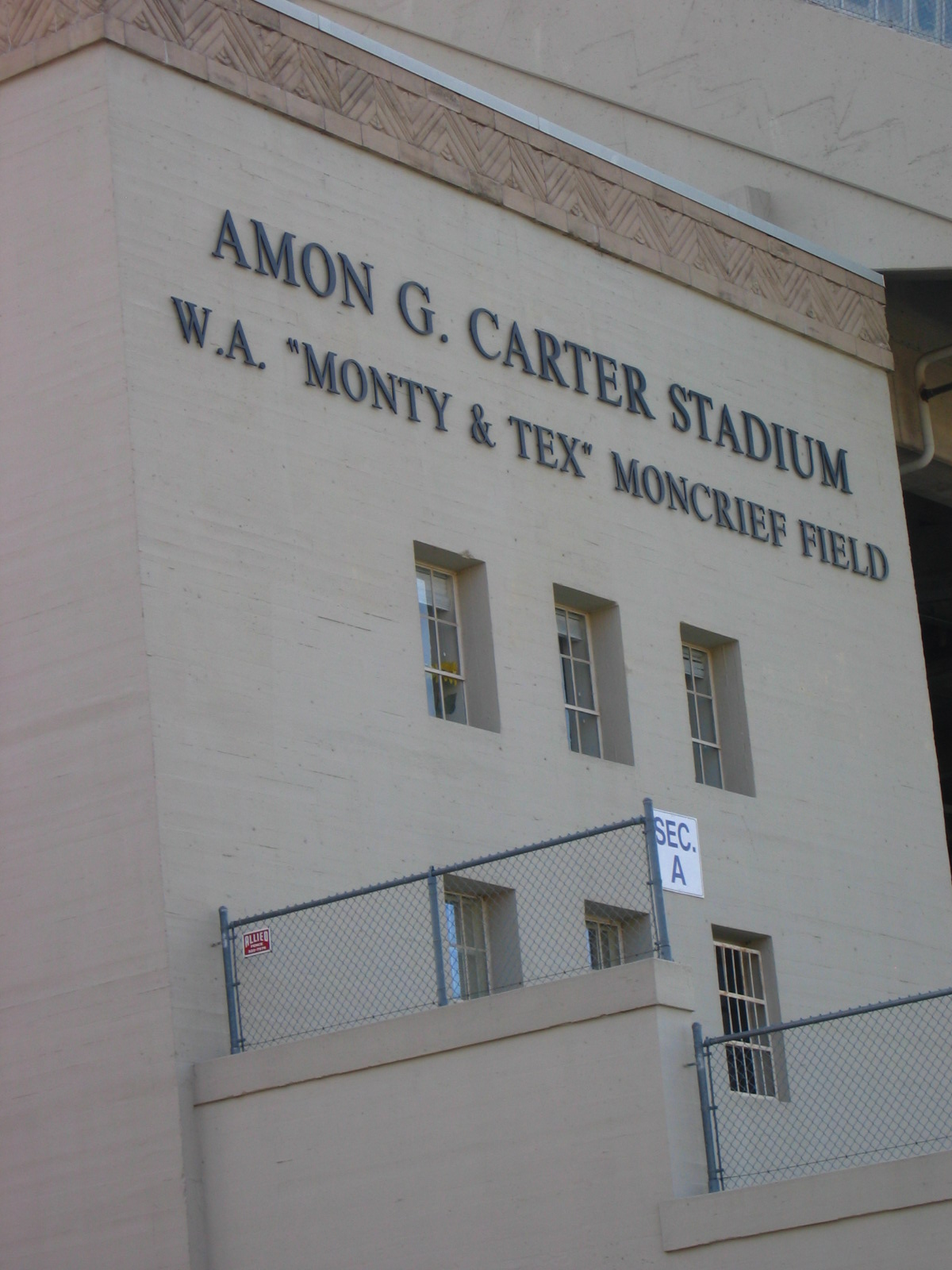
Namensplatte am Stadion (Mai 2007)
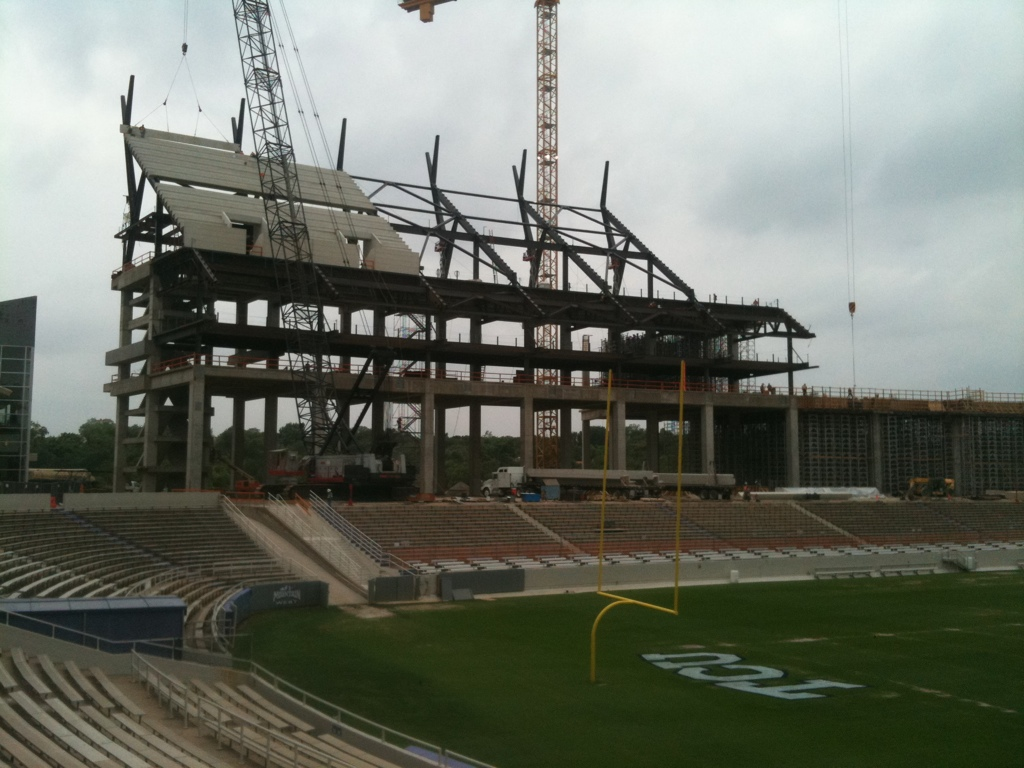
Stadion während der Renovierung (Mai 2011)
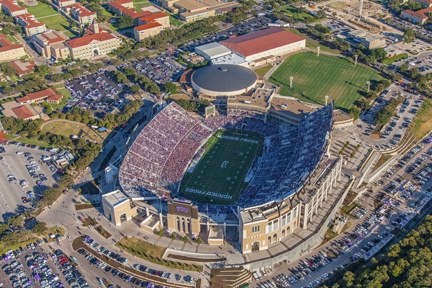
Luftbild vom September 2012
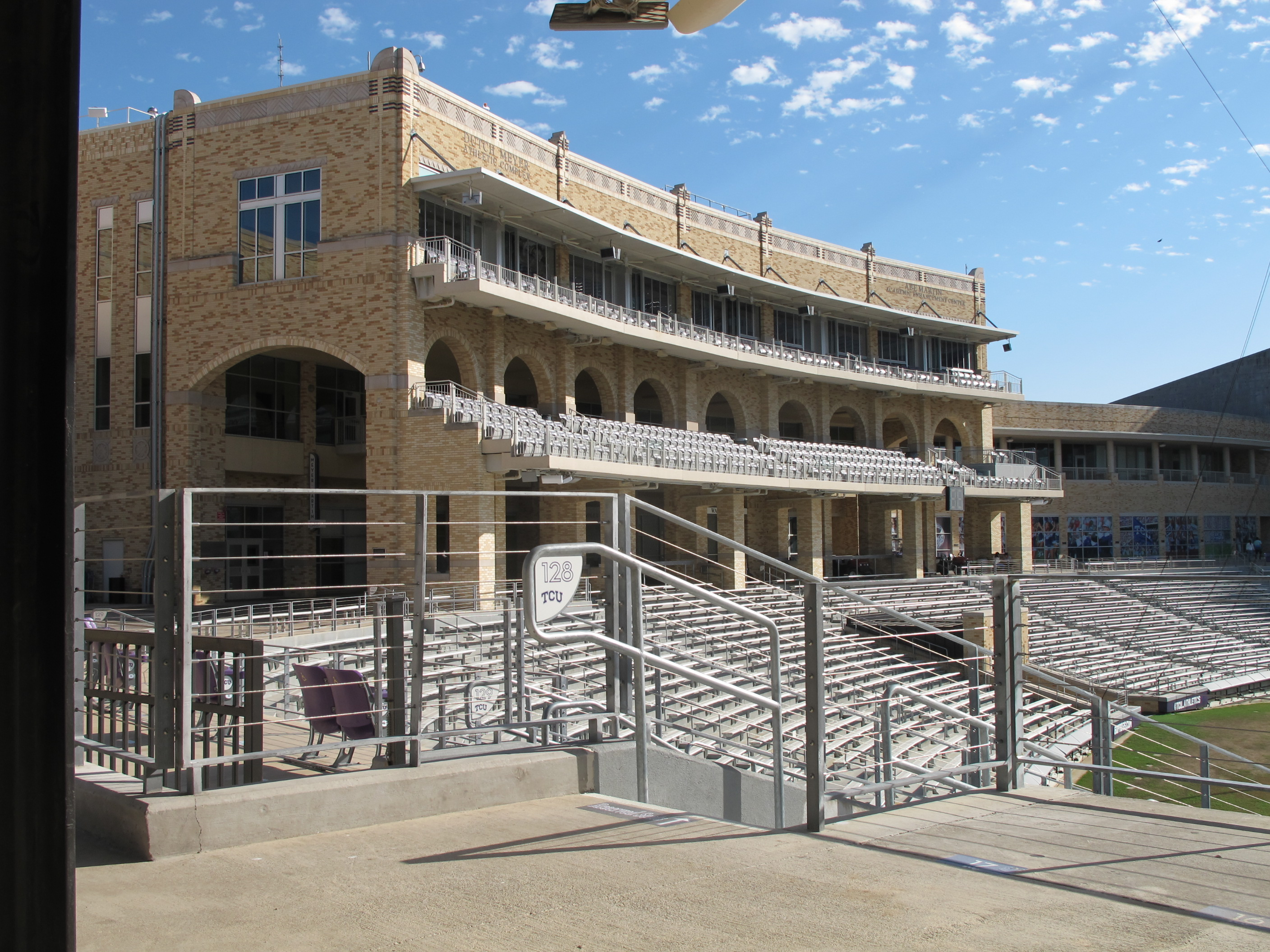
Renovierte Endzone im April 2016
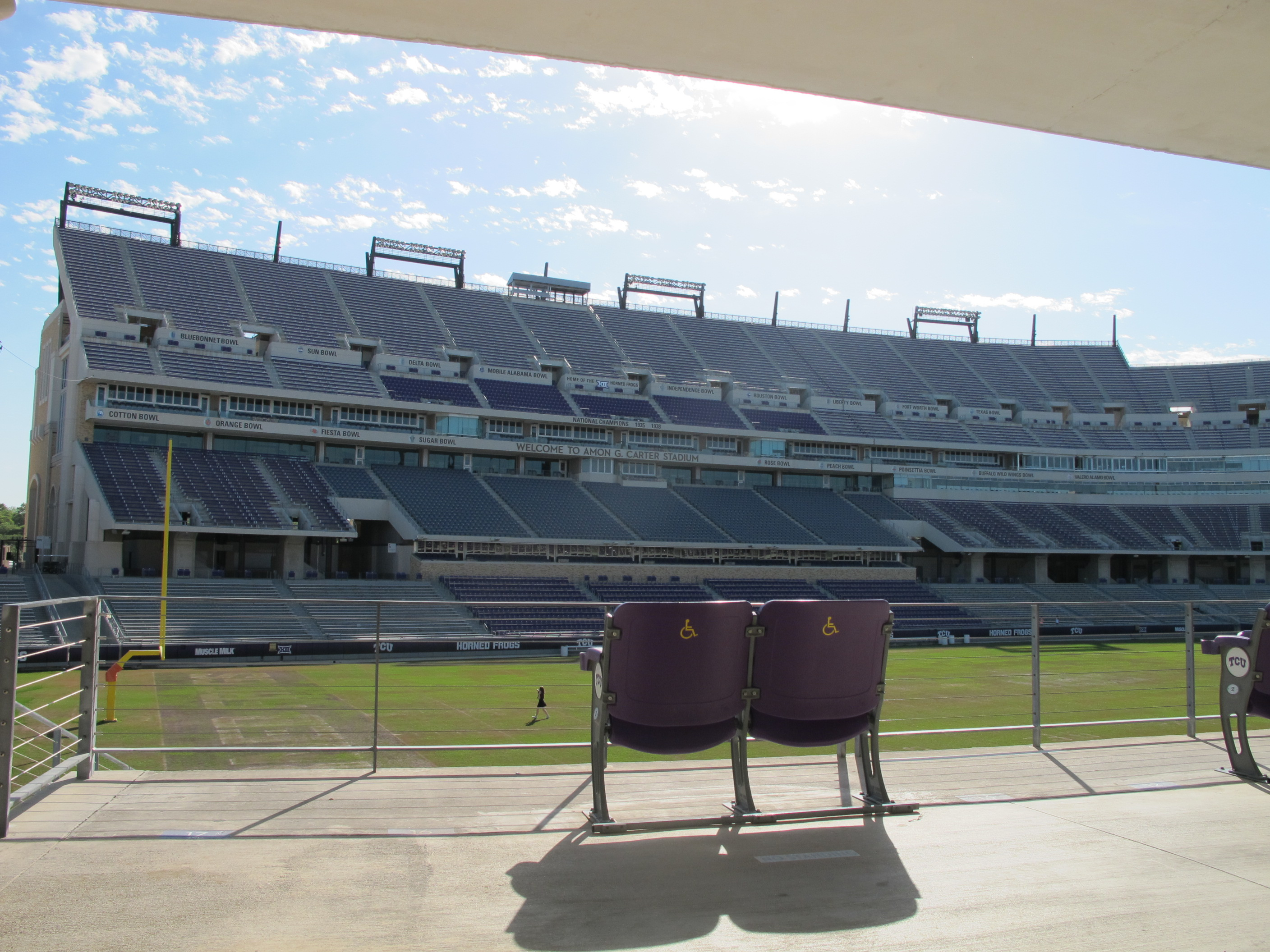
Die Heimtribüne (April 2016)